# Enne
L'Enne est une  rivière du sud-ouest de la France affluent du Riou Viou, sous-affluent de la Garonne par le Riou mort et le Lot.

## Géographie
L'Enne prend sa source dans le département de l'Aveyron commune de Cransac et, après un parcours de 10 km, se jette dans le Riou Viou sur la commune de Viviez en rive droite.

### Départements et communes traversées
- Aveyron : Cransac, Aubin, Firmi, Viviez.

## Principaux affluents
- Ruisseau du Banel : 7,2 km